# Sabunçu (Rayon)
Koordinaten: 40° 26′ N, 49° 57′ O
Sabunçu ist ein Stadtbezirk Bakus und der Hauptort des Bezirks. Die Einwohnerzahl des Hauptortes beträgt 32.800, und der Stadtbezirk zählt 247.200 Einwohner (Stand: 2021). 2009 hatte der Hauptort 22.300 und der Stadtbezirk 220.100 Einwohner sowie eine Fläche von 240 km².
Zum Stadtbezirk gehören neben Sabunçu selbst folgende Gemeinden:
- Bakıxanov
- Balaxanı
- Bilgəh
- Kürdəxanı
- Maştağa
- Nardaran
- Pirşağı
- Ramana
- Zabrat